# 조지 린지

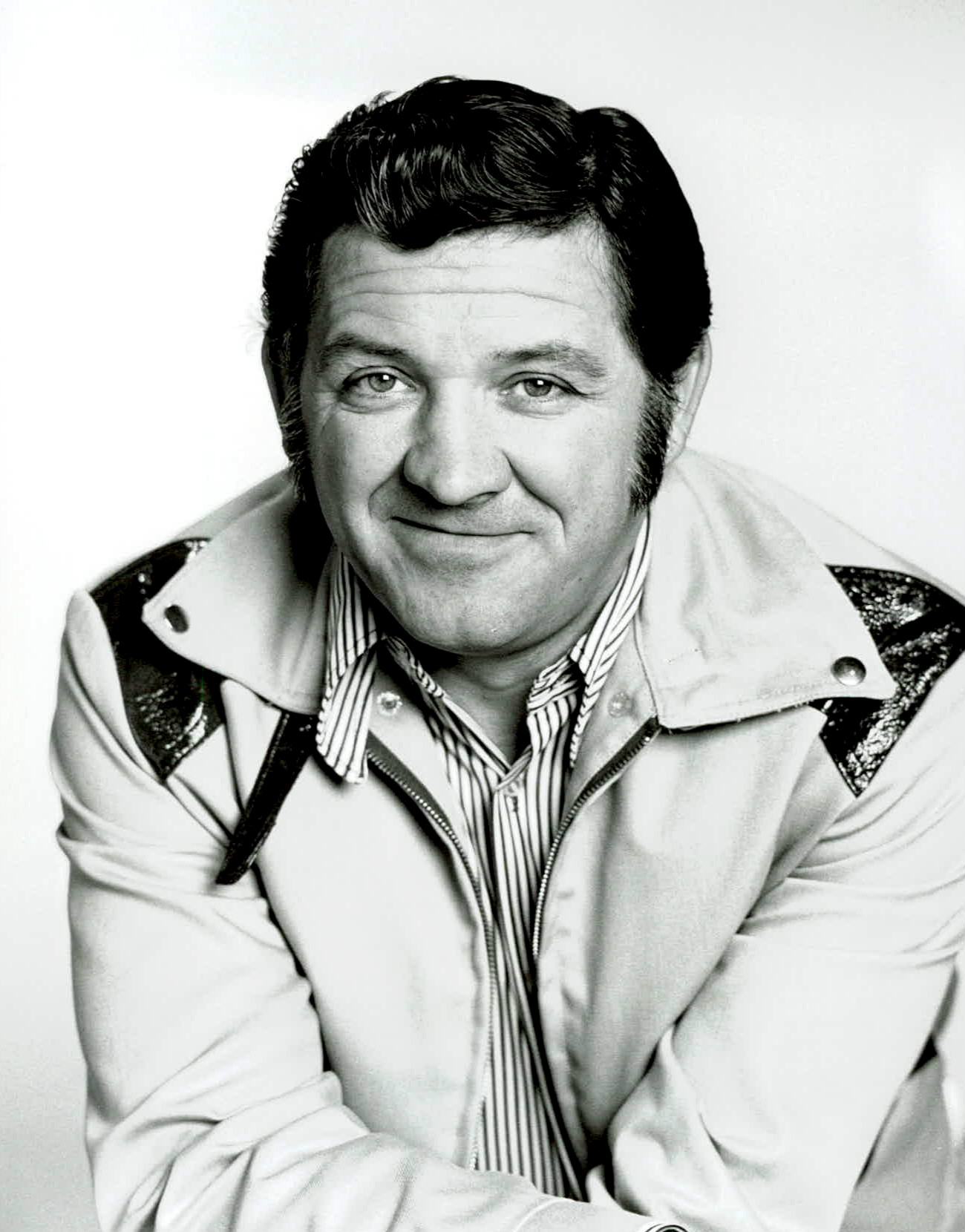

조지 린지(George Lindsey, 1928년 12월 17일 ~ 2012년 5월 6일)는 미국의 텔레비전 배우, 영화배우, 각본가이다.
페어필드에서 태어났으며 내슈빌에서 사망하였다.

## 영화
- 캐논볼 2 (1984년)
- 생쥐 구조대 (1977년)
- 찰리와 천사 (1973년)
- 로빈 훗 (1973년)
- 설원 특급 (1972년)
- 아리스토캣 (1970년)
- 엔사인 펄버 (1964년)
- 딜론 보안관 (1955년)
- 디즈니랜드 (1954년)